# GM Близнецов
GM Близнецов (лат. GM Geminorum) — двойная затменная переменная звезда типа Алголя (EA) в созвездии Близнецов на расстоянии приблизительно 6 975 световых лет (около 2 139 парсек) от Солнца. Видимая звёздная величина звезды — от +14m до +13,1m. Орбитальный период — около 1,3597 суток.

## Характеристики
Первый компонент — белая звезда спектрального класса A5. Эффективная температура — около 9068 К.
Второй компонент — жёлтый субгигант спектрального класса G8IV.